# BN-600
Jedrski reaktor BN-600 (BN rusko быстрых нейтрони - hitri nevtroni) je ruski hitri odplodni reaktor hlajen s tekočim natrijem. Z nazivno električno močjo 600 MWe je ened izmed največjih hitrih oplodnih reaktorjev na svetu. Najmočnejši je bil Superphénix v Franciji (1242 MW), ki je zdaj zaprt in je le omejeno deloval. BN-600 deluje brez večjih problemov že od leta 1980. V uporabi je na Belojarski jedrski elektrarni v kraju Zarečnij, Sverdlovska oblast, Rusija. 560 MW električne energije odvaja v Uralsko omrežje. V izgradnji je močnejša verzija BN-800.
Reaktor je tipa bazen, kjer so reaktor, hladilne črpalke, izmenjevalnik toplote in vsi cevovodi potopljeni v bazenu s tekočim natrijem. Vse skupaj je nameščeno v betonski stavbi.  V preteklosti se je zgodilo nekaj manjših nesreč s puščanjem natrija, vendar nič kar bi bilo resno nevarno.
Jedro reaktorja je visoko 1,03 metra in premera 2,05 metra. Ima 369 gorivnih elementov, nameščenih vertikalno. Vsak ima 127 gorivnih palic z 17–26% obogatenim uranoom. Uran je bolj obogaten v primerjavi s tlačnovodnimi reaktorji (3-5%). SCRAM sistem (za zaustavitev v sili) ima 27 elementov.
Gorivo se lahko menja med delovanjem.
Hlajenje je trikrožno natrij je v prvem in drugem, voda in para pa v tretjem. Natrij se segreje na največ 550 °C med normalnim delovanjem.